# Rius

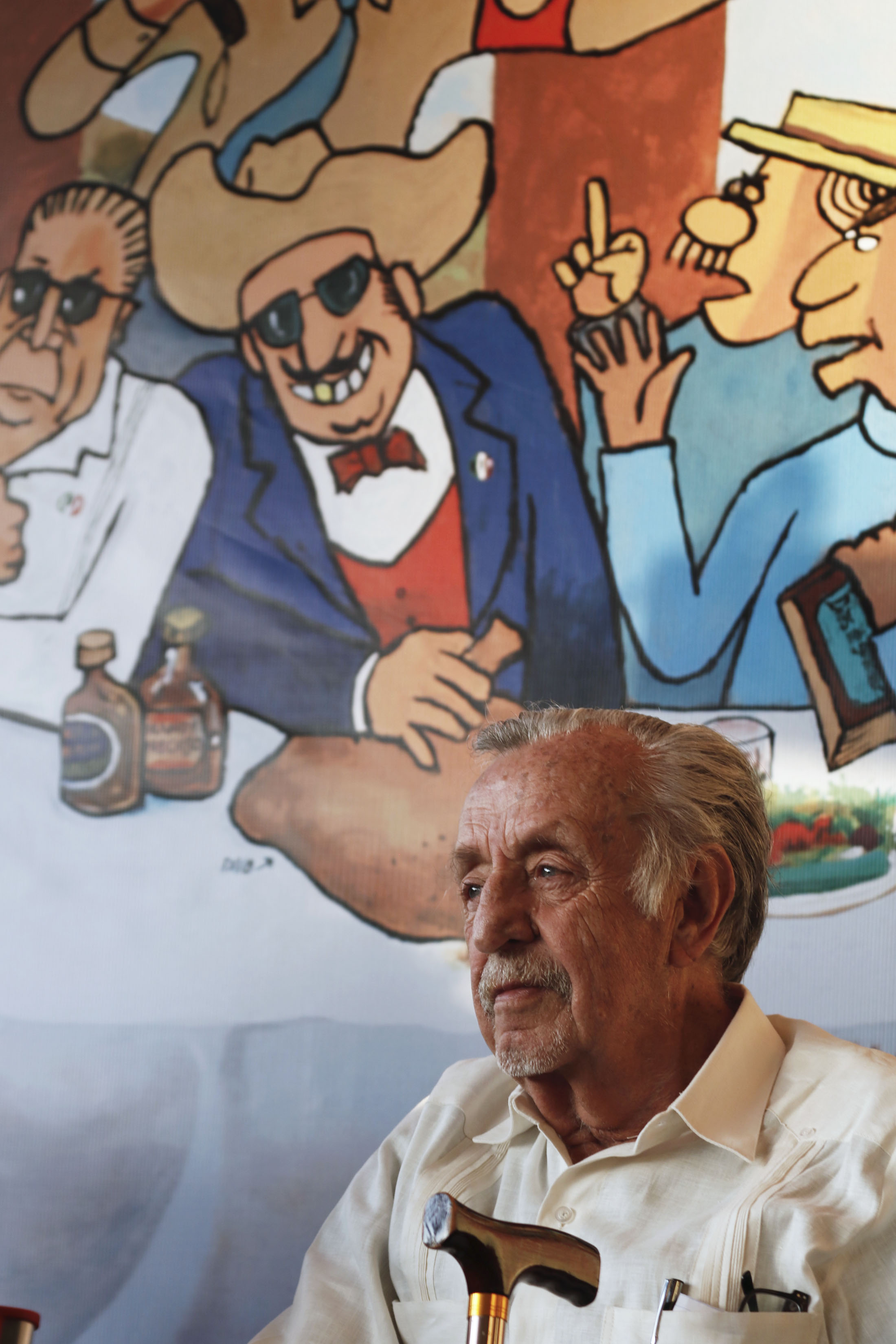
Rius im Jahr 2016

Eduardo Humberto del Río García (* 20. Juni 1934 in Zamora de Hidalgo, Michoacán; † 8. August 2017 in Tepoztlán, Morelos) bekannt unter seinem Künstlernamen Rius, war ein mexikanischer Humorist, politischer Cartoonist und Autor sowie Aktivist des Vegetarismus.

## Leben
Del Ríos Vater verstarb, als der Sohn erst sechs Monate alt war. Die alleinerziehende Mutter zog mit den insgesamt drei Söhnen in der Folge aus der Provinzstadt Zamora zu ihrer Schwester nach Mexiko-Stadt, um dort bessere Möglichkeiten zu finden, die Familie zu ernähren. Wie seine Brüder besuchte del Río nach fünf Jahren in einer kirchlichen Grundschule ein salesianisches Priesterseminar, das er jedoch 1950 nach sieben Jahren verließ. Schon sein drei Jahre älterer Bruder Gustavo hatte Karikaturen und Comics gezeichnet, sich aber für die Fortsetzung der Priesterausbildung entschieden. Nach verschiedenen Gelegenheitsjobs arbeitete Eduardo del Río später als Verwaltungsangestellter in einem Bestattungsinstitut. Dabei lernte er 1954 zufällig den Direktor der Humor-Zeitschrift Ja-já kennen, dem seine Skizzen auffielen und der ihn daraufhin zur Mitarbeit einlud. In der Folge veröffentlichte er als Autodidakt Zeichnungen in verschiedenen Magazinen und Zeitungen, vor allem zu aktuellen politischen Themen. Seinen Künstlernamen „Rius“ wählte er als Latinisierung seines Familiennamens.
 

Del Río war als aktives Mitglied zunächst ab 1964 in der marxistisch-leninistischen Partido Comunista Mexicano (PCM) engagiert, die er 1968 aus Protest gegen die Niederschlagung des Prager Frühlings verließ. Bereits vor seinem Parteieintritt war er in die Sowjetunion gereist, wohin er auch noch nach seinem Austritt eingeladen wurde. 

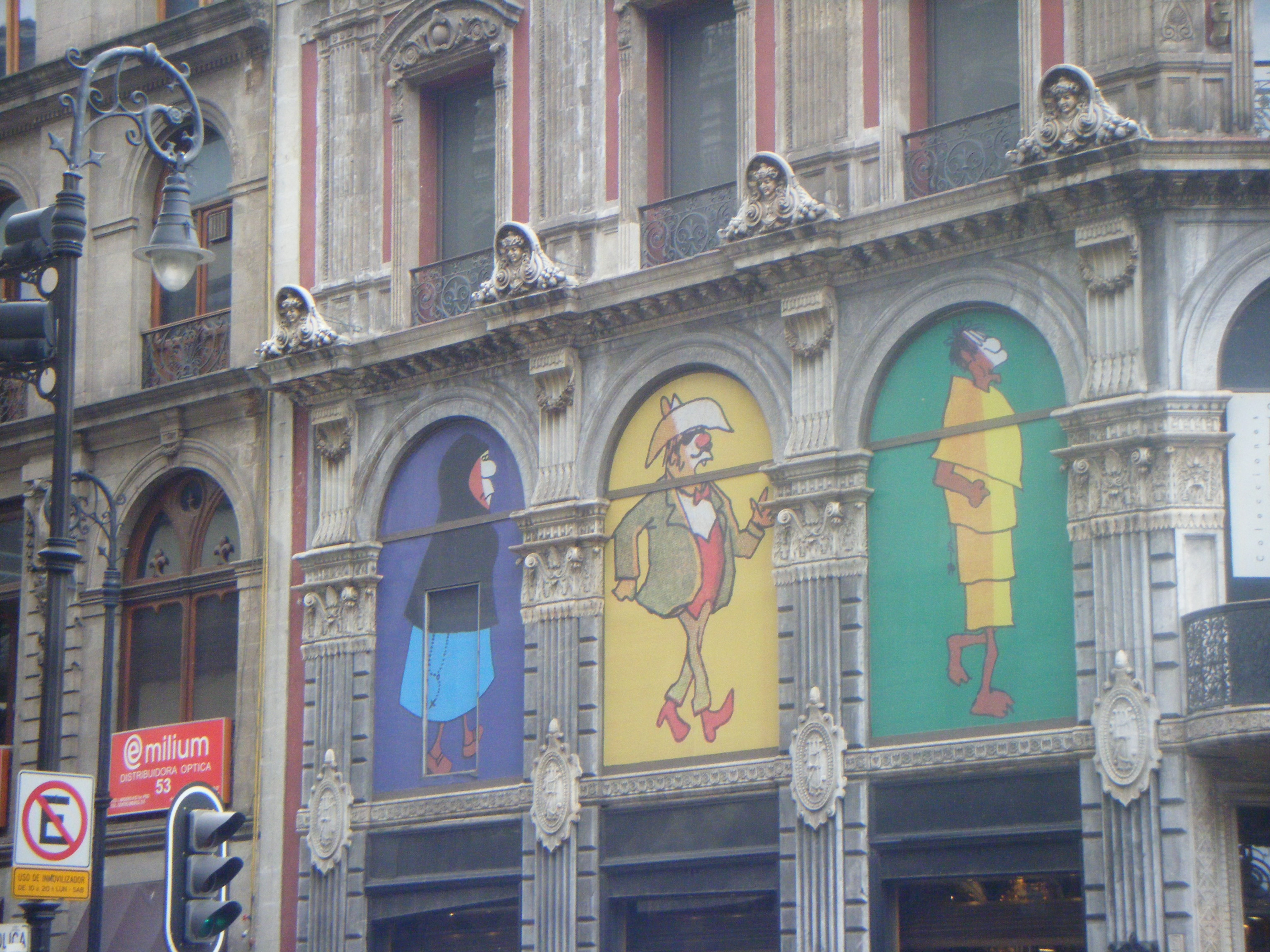
Rius-Charaktere an einem Museum in Mexiko-Stadt

Neben seinem politischen Wirken in Mexiko hatte er eine besondere Beziehung zu Kuba: Bereits vor dem Sieg der Kubanischen Revolution im Januar 1959 hatte er von Mexiko aus als politischer Cartoonist Fidel Castros Bewegung des 26. Juli unterstützt, nachdem er mit einigen Exilkubanern Freundschaft geschlossen hatte. Kurz nach der Flucht Fulgencio Batistas reiste er dann 1959 auf Einladung der Revolutionsregierung nach Havanna. Er vertiefte seine Kontakte, arbeitete in der Folge für regierungseigene Medien und Verlage und unterstützte das revolutionäre politische Projekt mit insgesamt drei Büchern. Cuba para principiantes („Kuba für Anfänger“, 1966), seine erste Buchveröffentlichung, entstand im Auftrag der Kommunistischen Partei Mexikos: Gemeinsam mit zwei weiteren mexikanischen Journalisten, die jeweils für den Text und die Fotografien des ursprünglich geplanten Buchs zuständig waren, unternahm del Río drei von den kubanischen Behörden unterstützte Recherchereisen, einschließlich eines zweistündigen Gesprächs mit Che Guevara. Erst als seine Kollegen später ausfielen und das Buchprojekt zu scheitern drohte, entschied sich del Río, die gesammelten Informationen allein und in eigenem Stil umzusetzen. Von Castro distanzierte sich Rius nach dem Fall des Kommunismus in Mittel- und Osteuropa ausdrücklich und stellte seinem frühen Erklärbuch im Anschluss an eine 1993 durchgeführte Kuba-Reise 1994 mit Lástima de Cuba eine dezidierte Kritik an dem autoritären Staatschef und dem von ihm errichteten diktatorischen System gegenüber. 
In den 1980er Jahren war del Río in der sozialistischen Partido Mexicano de los Trabajadores aktiv und ging nach dem Sieg der Sandinisten über die rechtsgerichtete Somoza-Diktatur als freiwilliger Aufbauhelfer nach Nicaragua. Im Anschluss veröffentlichte er Carlos para todos, einen Erklärcomic über den FSLN-Gründer und die Symbolfigur der revolutionären Guerilla, Carlos Fonseca.
In Mexiko unterstützte er 2006 den knapp gescheiterten Präsidentschaftswahlkampf von Andrés Manuel López Obrador (PRD).

## Werk
Zu del Ríos prägenden zeichnerischen Vorbildern gehörten der Mexikaner Abel Quezada und der ursprünglich rumänische US-Amerikaner Saul Steinberg. Als einer der populärsten mexikanischen Cartoonisten hat Rius über 100 Bücher veröffentlicht. Er übte Kritik an den Mächtigen in Politik und Gesellschaft, dabei zielte er besonders oft auf rechtsgerichtete mexikanische Politiker, aber auch auf die US-Außenpolitik, mächtige Wirtschaftsunternehmen und die katholische Kirche. Sein Erfolg und seine lange Karriere haben ihn zu einem Bezugspunkt für die neuere Generation von politischen Cartoonisten in Mexiko gemacht.
Außer als politischer Presse-Zeichner war er auch als Buchautor und Herausgeber eigener Comics tätig. Seine 1965 gestartete regierungskritische Comic-Serie Los Supermachos – sie erreichte eine wöchentliche Auflage von 250.000 Exemplaren – beendete er 1967 nach Differenzen mit dem Herausgeber, der mehrfach ohne Rücksprache mit dem Künstler Veränderungen vorgenommen hatte und sogar bereits andere Zeichner mit der Anfertigung eigener Episoden der Serie beauftragt hatte. Da del Río mit rechtlichen Mitteln an der weiteren Nutzung der von ihm etablierten Figuren bei einem anderen Verlag gehindert wurde, entwickelte er stattdessen die sozialkritische Comic-Serie Los Agachados („Die Underdogs“), die er in der Folge von 1968 bis 1981 erfolgreich in eigener Verantwortung veröffentlichte. 
Seine erste Buchveröffentlichung, der Cartoon Cuba para principiantes („Kuba für Anfänger“) von 1966, war das erste in einer Reihe humorvoll-didaktischer Erklärbücher mit großer Verbreitung, zu der auch Lenin para principiantes, Mao para principiantes und vor allem Marx para principiantes (1972) gehören, das unter anderem in Deutschland seit 1974 als Karl Marx Riesen-Comic und Marx für Anfänger in mehreren Auflagen veröffentlicht wurde. Seine neuartige Verbindung aus Parteinahme und Humor im Genre des wissensvermittelnden Sachcomic sorgte für internationale Aufmerksamkeit und zahlreiche Nachahmungen.
Ab April 1977 erstellte er auf Einladung des Publizisten Paco Ignacio Taibo I allwöchentlich eine Beilage für die Tageszeitung El Universal, die sich speziell an Kinder richtete und diese mit großer Themenvielfalt zum Erforschen und Kommunizieren anregen sollte. Nach acht Monaten wurde er entlassen, nachdem er eine Ausgabe dem 60. Jubiläum der Sowjetunion gewidmet hatte.
In seinem typischen Cartoonstil verfasste er auch zwei Autobiografien: Zuerst 1995 Memorial: Rius para principiantes („Notizbuch: Rius für Anfänger“), das er 2014 unter dem Titel Mis confusiones: Memorias desmemorizadas („Meine Verwirrungen: vergessene Erinnerungen“) aktualisierte. Der mexikanische Regisseur Alfonso Arau machte 1973 einen Film, basierend auf Figuren aus Los Supermachos unter dem Titel Calzonzin inspector.
1996 gründete er mit vier Partnern das seitdem vierzehntäglich erscheinende Satiremagazin El Chamuco y los hijos del averno. In der Weihnachtsausgabe 2011 verkündete er dort, sich nach insgesamt 57 Arbeitsjahren zur Ruhe zu setzen. Zweimal wurde er mit dem mexikanischen Nationalpreis für Journalismus ausgezeichnet: 1987 als bester Cartoonist und 2010 für sein journalistisches Lebenswerk.

## Bücher (Auswahl)
- ¿Cuándo se empezó a xoder Méjico?, Grijalbo, Mexiko 2015
- Mis confusiones: Memorias desmemorizadas, Grijalbo, Mexiko 2014
- El supermercado de las sectas, Grijalbo, Mexiko 1999
- Lástima de Cuba: El grandioso fracaso de los hermanos Castro, Grijalbo, Mexiko 1993
- Das illustrierte Kommunistische Manifest, Weltkreis, Dortmund 1984
- Kapital-Verbrechen, Weltkreis, Dortmund 1984
- Hallo Nicaragua, Weltkreis, Dortmund 1983,
- A-B-Che, Elefanten-Press, Berlin (West) 1982
- Mao für Anfänger, Rowohlt, Reinbek bei Hamburg 1980
- Marx für Anfänger, Rowohlt, Reinbek bei Hamburg 1979
- Karl Marx, Riesen-Comic, Diwan, Berlin (West) 1974